# 赤澤璋一
赤澤 璋一（あかざわ しょういち、1919年11月25日 - 2002年9月29日）は、日本の通産官僚。日本貿易振興会（ジェトロ）第6代理事長。
戦後初の国産旅客機YS-11の生みの親と言われる。1969年通商産業省重工業局長を退官後、1973年富士通入社、同社専務、1976年同社副社長、1981年同社副会長を歴任。1989年同社を退任。1983年9月～1989年12月の期間に日本貿易振興会理事長を務める。学位は法学士。称号は米国コロラド州名誉州民。

## 来歴・人物
岡山県玉島（現：倉敷市）出身。大阪高等学校卒業。1941年12月　東京帝国大学法学部卒業（繰上げ卒業）。1942年1月7日、商工省入省。同期入省で両角良彦（元通産省事務次官）、原田明（元通産省通商局長）らがいる。
同年同月20日海軍経理学校入学。同校卒業後、戦艦比叡に主計官として着任し、ミッドウェー海戦、第三次ソロモン海戦に参戦(ソロモン海戦で比叡は沈没)。1945年11月に商工省復帰。1954年4月防衛庁調達実施本部に出向し、調達課長を経て、1955年通産省重工業局航空機課長（後に航空機武器課長）に就任。在職中、「財団法人 輸送機設計研究協会」を設立させ、YS-11の開発に尽力した。1959年経済企画庁調整局調整課長、調整局長を経て、1969年通産省重工業局長に就任。1971年通産省を退官後、1973年1月富士通、日本貿易振興会、世界平和研究所に勤務。また中曽根康弘のブレーンとしても知られた。
2002年9月29日、多臓器不全で死去。
長男は歴史学者で立命館大学法学部名誉教授の赤澤史朗。

## 略歴
- 1941年12月 東京帝大法学部卒業
- 1942年1月 商工省入省、海軍経理学校入校
- 1945年11月 商工省に復帰
- 1952年 通産省官房企画室勤務
- 1954年4月 防衛庁調達実施本部に出向　調達課長
- 1955年12月 通産省重工業局航空機課長（後に航空機武器課長）
- 1959年 経済企画庁調整局調整課長
- 1967年 経済企画庁調整局長
- 1969年 通産省重工業局長
- 1971年 通産省退官
- 1973年1月 富士通入社　同社専務
- 1976年 富士通副社長
- 1981年 富士通副会長
- 1983年 日本貿易振興会（ジェトロ）理事長
- 1989年 世界平和研究所副会長
- 2002年9月 多臓器不全のため没